# Каза Бартолачели-Стела (Модена)
Каза Бартолачели-Стела је насеље у Италији у округу Модена, региону Емилија-Ромања.
Према процени из 2011. у насељу је живело 224 становника. Насеље се налази на надморској висини од 575 м.